# Zečevo (wieś)
Zečevo – wieś w Chorwacji, w żupanii szybenicko-knińskiej, w gminie Kistanje. W 2011 roku liczyła 63 mieszkańców.